# Wendy Guerra
Pour les articles homonymes, voir Guerra.
Wendy Guerra est une cinéaste, poétesse, diariste, blogueuse et romancière cubaine née à La Havane le 11 décembre 1970, qui réside actuellement au Miami (États-Unis). Trois de ses livres ont été publiés à Cuba: ses deux recueils de poèmes Platea oscura (Universidad de La Habana, 1987),, et Cabeza rapada (Letras Cubanas, 1996),, et son roman Posar desnuda en La Habana (Letras Cubanas, 2014),.

## Biographie
Wendy Guerra est née le 11 décembre 1970 à La Havane. Sa famille s'installe dans un petit village près de Cienfuegos sur la côte sud de Cuba. Sa mère, Albis Torres, écrit des poèmes qui ne sont pas publiés. Très tôt, Wendy se met elle aussi à écrire des poèmes. A 17 ans, elle remporte un prix de l'Université de La Havane pour Platea a oscuras. Ensuite, elle obtient un diplôme en cinéma à l'Institut supérieur des Arts de La Havane. Elle renonce à une carrière dans les médias et continue à écrire.
Elle suit l'atelier d'écriture que le romancier colombien Gabriel García Márquez anime tous les ans à Cuba.
Elle conserve de nombreux journaux, qui lui servent de base pour son premier roman Todos se van (Tout le monde s'en va). Il est publié en 2006 en Espagne et devient un best-seller à l'étranger. Des photocopies du livre circulent à Cuba. Todos se van reçoit le prix des éditions Brugera. Les critiques du journal El País le priment meilleur roman de langue espagnole 2006. Il reçoit le Prix Carbet des Lycéens en 2009. En utilisant la structure narrative du journal, Wendy Guerra raconte la vie quotidienne à Cuba et ses problèmes à travers le récit de l'enfance et de l'adolescence du protagoniste.
Wendy Guerra s'inspire de la vie d'Anaïs Nin, dont le père Joaquín Nin était cubain. En 1922, Anaïs Nin s'est rendue à Cuba pour rencontrer sa famille paternelle, et elle tenait un journal. Elle exprime dans un de ses journaux son intention d'écrire sur ce voyage à Cuba, mais n'en fera rien. Wendy Guerra s'empare de ce vide et publie en 2010 le journal apocryphe d'Anais Nin sous le titre Posar desnuda en La Habana.
Avec Negra publié en 2017, Wendy Guerra aborde la question de la discrimination et du racisme sur l'île, censés avoir disparu en 1959. Elle raconte la vie quotidienne à Cuba de Nirvana del Risco, femme noire âgée d'une trentaine d'années.
En février 2021, à la suite des attaques des autorités cubaines à l'égard des interprètes du clip Patria y vida, plusieurs artistes cubains, dont Wendy Guerra, viennent témoigner de leurs propres expériences de violations des droits de l'homme à Cuba, devant le parlement européen .
Ses œuvres ont été traduites en plusieurs langues.
Elle réside actuellement à Miami (États-Unis), où elle travaille pour CNN en Español.

## Œuvres

### Poésies
- Platea oscura (La Havane, Universidad de La Habana), 1987.
- Cabeza rapada (La Havane, Letras Cubanas), 1996.
- Ropa interior (Barcelone, Bruguera), 2008.

### Romans
- Todos se van (Tout le monde s’en va), 2006, éd. Brugera, Barcelone / Paris, éd. Stock, 2008.
- Nunca fui Primera Dama (Mère Cuba), 2008, éd. Bruguera, Barcelone  / Paris, éd. Stock, 2009.
- Posar desnuda en La Habana. Diario apócrifo de Anaïs Nin (Poser nue à La Havane) / Paris, éd. Stock, 2010; La Havane, Letras Cubanas (2013).
- Negra, traduit de l'espagnol (Cuba) par Marianne Millon, Stock, 2014.
- Domingo de Revolucion (Un dimanche de révolution), traduit par Marianne Millon, édition Buchet/Chastel, 2017.

## Filmographie
- 1990 : Hello Hemingway

## Prix et distinctions
- 2009, Prix Carbet des Lycéens, pour Todos se van
- 2010, chevalière de l'Ordre des Arts et des Lettres, France[8]